# Coraggio (album)
Coraggio è il secondo album in studio del rapper Carl Brave, pubblicato il 9 ottobre 2020.

## Tracce
1. Shangai – 3:32
2. Parli parli (feat. Elodie) – 3:29
3. Eccaallà – 3:42
4. Nuvole – 2:58
5. Spigoli (feat. Mara Sattei e Tha Supreme) – 4:16
6. Gemelli – 3:50
7. Glicine – 4:04
8. Ma ndo vai? (feat. Ketama126) – 3:42
9. Fake DM (feat. Gué Pequeno) – 3:27
10. Buuu! – 3:46
11. Fratellì – 3:24
12. Le guardie (feat. Taxi B) – 4:30
13. Je m'appelle – 4:03
14. Regina Coeli – 4:08
15. Fototessera (feat. Pretty Solero) – 2:58
16. Che poi – 3:08
17. Marisol – 4:21

## Classifiche

### Classifiche settimanali
| Classifica (2020) | Posizione massima |
| ----------------- | ----------------- |
| Italia            | 2                 |

### Classifiche di fine anno
| Classifica (2020) | Posizione |
| ----------------- | --------- |
| Italia            | 73        |
| Classifica (2021) | Posizione |
| Italia            | 71        |